# Мужская сборная Бразилии по волейболу
Мужская сборная Бразилии по волейболу — национальная команда, представляющая Бразилию на международных соревнованиях по волейболу. Управляется Бразильской конфедерацией волейбола (CBV, образована в 1954 году). Трёхкратный олимпийский чемпион. Занимает первое место в текущем рейтинге Международной федерации волейбола.

## История
Мужская сборная Бразилии впервые заявила о себе в 1951 году, выиграв чемпионат Южной Америки. Титул континентального чемпиона она не уступила с тех пор ни разу (в турнире 1964 года, завершившемся победой сборной Аргентины, бразильцы участия не принимали). В элиту мирового волейбола «Селесао», как часто называют различные бразильские сборные, вошла в начале 1980-х годов.
Её прорыву предшествовали успехи молодёжной команды, которая в 1977 и 1981 годах завоевала соответственно бронзовые и серебряные медали чемпионатов мира. В том же 1981 году бразильцы вошли в тройку призёров на Кубке мира в Японии, а годом позже стали вторыми на чемпионате мира в Аргентине. В 1984 году сборная под руководством Бебето выиграла серебряные медали Олимпийских игр в Лос-Анджелесе.
Новые успехи южноамериканцев связаны с именем другого тренера — Зе Роберто. Приняв сборную в начале 1990-х годов, он привёл её к сенсационной победе на Олимпиаде в Барселоне, а в 1993 году выиграл с ней Мировую лигу. В дальнейшем бразильская команда несколько раз становилась призёром крупных турниров — Кубка мира, Мировой лиги и Всемирного Кубка чемпионов, но на пьедестал чемпионатов мира и Олимпийских игр долгое время не поднималась. Девяностые годы завершились для «Селесао» лишь шестым местом на Играх в Сиднее.
После этой неудачи у руля бразильской команды встал Бернардиньо. В 2001 году была выиграна Мировая лига, а в 2002-м сборная Бразилии впервые в своей истории стала чемпионом мира. На протяжении следующих пяти лет подопечные Бернардиньо не проиграли ни одного международного форума, за исключением панамериканских турниров, где выступали в далёких от оптимального составах. Серия побед бразильцев включила в себя Олимпийские игры в Афинах и чемпионат мира в Японии, два Кубка мира и Всемирный Кубок чемпионов, пять турниров Мировой лиги и три чемпионата Южной Америки. В бразильской сборной тех лет не было слабых звеньев: непробиваемый блок Густаво и Андре Эллера, фантастические по скорости передачи связующего Рикардо, пушечная подача и мощные атаки диагонального Андре, надёжность либеро Сержио, мастерство доигровщиков — одного из лучших в мире исполнителей пайпа Данте и просто лучшего по мнению очень многих специалистов и болельщиков волейболиста мира Жибы. Когда Бернардиньо попросили одной фразой охарактеризовать то, что делает на площадке его команда, тренер ответил: «Мы играем в волейбол, который позволяет нам быть лучшими в мире».
Победная серия бразильской сборной оборвалась в 2008 году — в полуфинале Мировой лиги и финале пекинской Олимпиады она была обыграна другой суперкомандой — сборной США. В предолимпийском сезоне из-за конфликта с главным тренером сборную покинул связующий Рикардо. После финала Олимпиады объявили о завершении карьеры Андерсон и Густаво. Обновлённая сборная Бразилии уверенно начала новый олимпийский цикл: в 2009 и 2010 годах команда Бернардиньо выиграла очередные титулы чемпиона Мировой лиги, а 10 октября 2010 года в третий раз подряд стала чемпионом мира. Намечавшаяся новая гегемония сборной Бразилии была прервана на этот раз сборной России, которая в 2011 году нанесла ей поражение в финале Мировой лиги, а в 2012 году — в финале лондонской Олимпиады в драматичном пятисетовом матче. Несмотря на относительные неудачи в следующем четырёхлетии, Бернардиньо продолжил работать с командой и в августе 2016 года привёл её к победе на Олимпийских играх в Рио-де-Жанейро.
В январе 2017 года новым главным тренером сборной Бразилии стал Ренан Дал Зотто.

## Выдающиеся игроки
- Антонио Карлос Морено — самый популярный волейболист Бразилии 1960—1970-х годов. За «Селесао» выступал на протяжении 21 года, провёл 366 матчей. Семикратный чемпион Южной Америки, участник четырёх Олимпиад (1968—1980).
- Ренан — вице-чемпион мира (1982) и Олимпийских игр (1984), один из первых и немногих бразильских волейболистов, сделавших успешную зарубежную клубную карьеру. В 1988—1993 годах выступал за «Парму» и «Равенну». Двукратный чемпион Италии (1990, 1992), победитель всех существующих в волейболе еврокубков — Кубка европейских чемпионов (1993), Кубка Кубков (1989, 1990), Кубка CEV (1992), Суперкубка Европы (1989, 1990, 1992), клубного чемпионата мира (1989). С 2017 года — главный тренер сборной Бразилии.
- Бернард — партнёр Ренана по сборной в 1980-х годах, участник четырёх Олимпиад (1976—1988), 6-кратный чемпион Южной Америки. В 2005 году Бернард Райзман был принят в Зал славы мирового волейбола в Холиоке.
- Маурисио и Джоване — олимпийские чемпионы 1992 и 2004 годов.
- Рикардо, Андре — Жиба, Данте — Густаво, Андре Эллер — Сержио. Стартовый состав сборной Бразилии в победных финалах Олимпиады-2004, чемпионата мира-2006 и других международных турниров начала XXI века.

## Известные тренеры

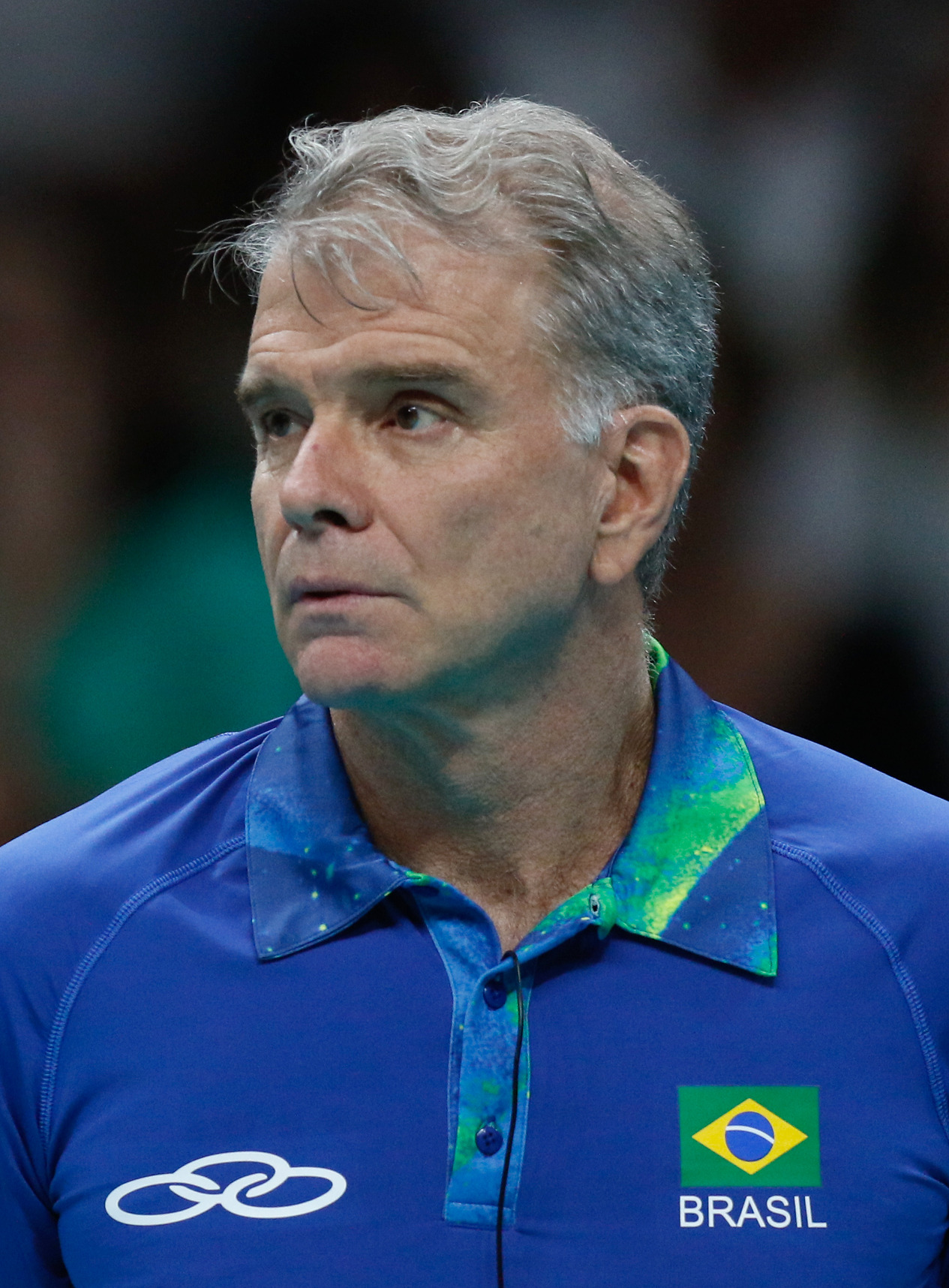
Бернардиньо

- Бебето (Паоло Роберто ди Фрейтас). Тренировал сборную с 1982 по 1990 год, затем работал в Италии — тренером «Пармы», а в 1996—1998 годах — мужской сборной Апеннин, которую привёл к победе на чемпионате мира-1998.
- Зе Роберто — тренер, работавший и с мужской (в 1991—1996 годах), и с женской (с августа 2003-го) сборными Бразилии. Обе команды под руководством Жозе Роберто Гимарайнша побеждали на Олимпийских играх — соответственно в 1992-м и 2008 году.
- Бернардиньо — главный тренер мужской сборной с 2001 года, до прихода в которую в течение семи лет (с 1994 года) работал с женской национальной сборной Бразилии. Своё прозвище Бернардо Резенде получил в 1980-е годы в бытность связующим бразильской сборной, за которую до его прихода уже играл нападающий с похожим именем — Бернард Райзман. В настоящее время капитаном бразильской сборной является сын Бернардиньо Бруно.

## Результаты выступлений

### Олимпийские игры
Бразилия — единственная страна в мире, чья мужская волейбольная сборная принимала участие во всех четырнадцати сыгранных к настоящему времени олимпийских турнирах.
Первое попадание «Селесао» на пьедестал датировано 1984 годом. В довольно слабом из-за бойкота ряда стран турнире бразильцы дошли до финала, где проиграли команде США — 0:3 (6:15, 6:15, 7:15). Считается, что добиться медалей Олимпиады в Лос-Анджелесе бразильцам помогла подача в прыжке, которая впервые была продемонстрирована именно южноамериканской командой. Спустя четыре года, в Сеуле бразильцы вновь потерпели неудачу в игре с США, но на сей раз в полуфинале, а проиграв затем Аргентине, остались без медалей.
Сенсацией завершились Игры в Барселоне — бразильская сборная, выиграв все матчи, разгромив в финале голландцев — 3:0 (15:12, 15:8, 15:5), стала олимпийским чемпионом. В Атланте-1996 южноамериканцы были вынуждены играть без травмированного капитана Карлао и прекратили борьбу за медали уже на четвертьфинальной стадии. Результат повторился и в Сиднее, когда бразильцев остановила сборная Аргентины.
На Играх в Афинах встречи с непредсказуемыми географическими соседями в четвертьфинале предусмотрительно удалось избежать — проиграв без особой борьбы в заключительном матче группового этапа сборной США, бразильцы «выбрали» себе в соперники по четвертьфиналу не аргентинцев, а поляков, с которыми легко разобрались в трёх партиях. Однако обыграв в полуфинальном матче команду США, а в финале Италию со счётом 3:1 (25:15, 24:26, 25:20, 25:22), сборная Бразилии доказала, что действительно являлась сильнейшей в мире.
На Играх в Пекине сборная Бразилии, несмотря на поражение от россиян, заняла первое место в группе и без видимых проблем добралась до финала, где проиграла абсолютному триумфатору сезона сборной США — 1:3 (25:20, 22:25, 21:25, 23:25).
На Играх в Лондоне сборная Бразилии в группе уступила лишь команде США со 2-го места вышла в четвертьфинал, где обыграла команду Аргентины со счётом 3:0. Далее Бразилии противостояли итальянцы, сенсационно обыгравшие чемпионов Игр в Пекине из США. Однако и итальянцы ничего не смогли противопоставить команде Бернардиньо. Матч также завершился со счётом 3:0. В финале Олимпийских игр сборная Бразилии встретилась с командой России. Ведя по ходу матча 2:0 по сетам, имея два матчбола в третьей партии, сборная Бразилии не реализовала свои шансы и довела матч до тай-брейка. В решающем сете сборная России оказалась сильнее и бразильская команда завоевала своё второе подряд серебро.
Незадолго до старта Олимпийских игр в Рио-де-Жанейро основной доигровщик сборной Бразилии последних лет, MVP предыдущего олимпийского турнира Мурило объявил о завершении карьеры в национальной команде из-за травмы голени. Домашнюю Олимпиаду подопечные Бернардиньо начали тяжело, но к решающим матчам подошли в полной готовности. Потерпев поражения в двух матчах группового этапа, бразильцы с четвертого места вышли в плей-офф, где последовательно обыграли Аргентину (3:1), Россию (3:0) и Италию (3:0) и стали олимпийскими чемпионами. MVP турнира был признан 40-летний либеро Сержио, завоевавший вторую золотую олимпийскую медаль в своей карьере.

#### Олимпийские чемпионы
- 1992: Амаури, Джоване, Жорже Эдсон, Дуглас, Жанелсон, Карлан, Маурисио, Негран, Пампа, Паулан, Танде, Талмо. Тренер — Зе Роберто.
- 2004: Андре, Андре Эллер, Андерсон, Густаво, Данте, Джоване, Жиба, Маурисио, Налберт, Рикардо, Родриган, Сержио. Тренер — Бернардиньо.
- 2016: Бруно, Уильям, Дуглас, Липе, Рикардо Лукарелли, Лукас, Маурисио Боржес, Маурисио Соуза, Сержио, Уоллес, Эвандро, Эдер. Тренер — Бернардиньо.

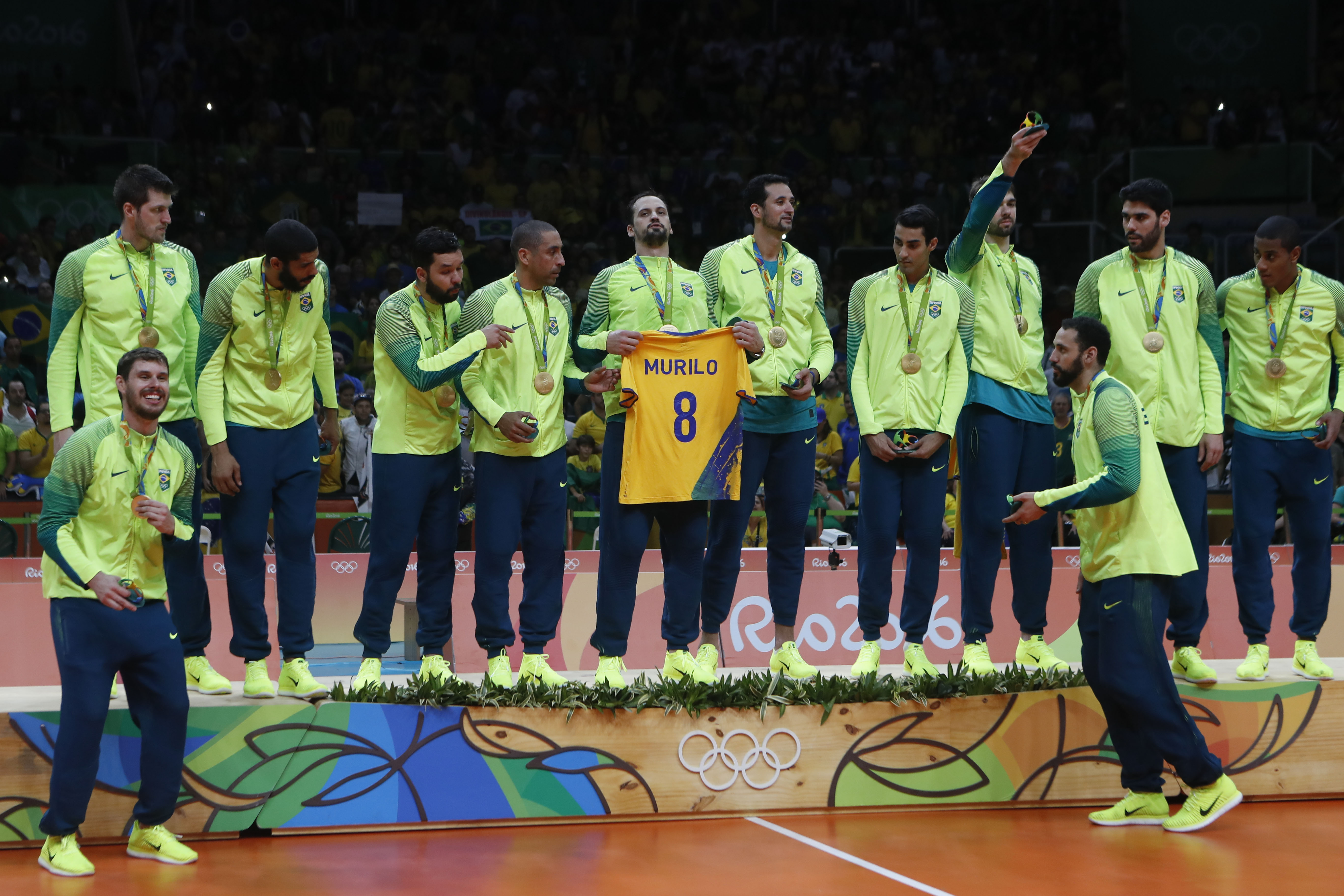
Сборная Бразилии — чемпион Олимпийских игр в Рио-де-Жанейро

#### Матчи
| Год   | И   | В  | П  | С/П     | М   |
| ----- | --- | -- | -- | ------- | --- |
| 1964  | 9   | 3  | 6  | 13:23   | 7-е |
| 1968  | 9   | 1  | 8  | 8:25    | 9-е |
| 1972  | 7   | 2  | 5  | 9:19    | 8-е |
| 1976  | 5   | 2  | 3  | 8:11    | 7-е |
| 1980  | 6   | 4  | 2  | 15:10   | 5-е |
| 1984  | 6   | 4  | 2  | 13:8    | 2-е |
| 1988  | 7   | 4  | 3  | 16:13   | 4-е |
| 1992  | 8   | 8  | 0  | 24:3    | 1-е |
| 1996  | 8   | 5  | 3  | 18:10   | 5-е |
| 2000  | 8   | 6  | 2  | 19:9    | 6-е |
| 2004  | 8   | 7  | 1  | 22:8    | 1-е |
| 2008  | 8   | 6  | 2  | 20:8    | 2-е |
| 2012  | 8   | 6  | 2  | 21:8    | 2-е |
| 2016  | 8   | 6  | 2  | 20:10   | 1-е |
| 2020  | 8   | 5  | 3  | 18:12   | 4-е |
| Всего | 113 | 68 | 45 | 243:182 |     |

| Австралия | 2 | 2 | 0 | 6:1   | Италия               | 10 | 9 | 1 | 28:11 | Румыния      | 3  | 1 | 2 | 4:8   |
| Алжир     | 1 | 1 | 0 | 3:0   | Канада               | 1  | 1 | 0 | 3:1   | Сербия       | 2  | 2 | 0 | 6:3   |
| Аргентина | 9 | 4 | 5 | 18:18 | Китай                | 1  | 1 | 0 | 3:0   | СССР         | 4  | 1 | 3 | 4:11  |
| Бельгия   | 1 | 0 | 1 | 1:3   | Куба                 | 6  | 5 | 1 | 17:6  | США          | 11 | 5 | 7 | 19:24 |
| Болгария  | 4 | 1 | 3 | 3:10  | Ливия                | 1  | 1 | 0 | 3:0   | Тунис        | 2  | 2 | 0 | 6:0   |
| Венгрия   | 1 | 1 | 0 | 3:2   | Нидерланды           | 6  | 4 | 2 | 14:7  | Франция      | 1  | 1 | 0 | 3:1   |
| ГДР       | 2 | 0 | 2 | 2:6   | Объединённая команда | 1  | 1 | 0 | 3:1   | ФРГ          | 1  | 1 | 0 | 3:2   |
| Германия  | 2 | 2 | 0 | 6:0   | Мексика              | 2  | 2 | 0 | 6:2   | Чехословакия | 4  | 1 | 3 | 5:9   |
| Египет    | 2 | 2 | 0 | 6:0   | Польша               | 5  | 4 | 1 | 12:5  | Швеция       | 1  | 1 | 0 | 3:1   |
| Испания   | 1 | 1 | 0 | 3:1   | Республика Корея     | 6  | 2 | 4 | 11:13 | Югославия    | 3  | 1 | 2 | 7:8   |
|           |   |   |   |       | Россия               | 5  | 3 | 2 | 12:6  | Япония       | 5  | 1 | 4 | 5:12  |

### Чемпионаты мира
Мужская сборная Бразилии — постоянный участник чемпионатов мира с 1956 года. Дебютный турнир получился противоречивым — только 11-е место при 10 победах и лишь одном поражении. Такова была специфика формулы парижского мундиаля: единственное поражение от Китая привело ко второму месту в группе и отправило бразильцев в утешительный турнир.
Первые медали достались «жёлто-зелёным» в 1982-м. Бразильцы достаточно уверенно добрались до финального матча, но оказать хоть какое-то сопротивление непобедимой в ту пору сборной СССР не смогли, набрав за игру лишь 12 очков — 0:3 (3:15, 4:15, 5:15). Эта встреча проходила 15 октября 1982 года во дворце спорта «Луна-парк» Буэнос-Айреса.
Спустя почти ровно 20 лет, 13 октября 2002 года, в том же самом зале против того же соперника — правопреемницы сборной СССР команды России — бразильцы провели второй в своей истории финал чемпионата мира. На сей раз финалисты были абсолютно равны по силам и в течение двух часов демонстрировали волейбол высочайшего класса. Матч завершился победой команды Бернардиньо — 3:2 (23:25, 27:25, 25:20, 23:25, 15:13). В составе бразильцев всё ещё выходили олимпийские чемпионы Барселоны-1992 — связующий Маурисио и доигровщик Джоване. Последний и принёс своей команде два решающих очка — ударом по двойному блоку и хитрой подачей.
Свой второй чемпионат планеты в 2006 году Бразилия выиграла без особых потрясений, если не считать поражение от французов в матче первого группового этапа. После него «жёлто-зелёные» уже не позволили себе расслабиться. В финале была бита команда Польши — 3:0 (25:12, 25:22, 25:17).
В 2010 году Бразилия вновь завоевала титул сильнейшей команды планеты, обыграв в финале чемпионата, проходившего в Италии, молодую амбициозную сборную Кубы — 3:0 (25:22, 25:14, 25:22).
На чемпионате мира 2014 года в Польше бразильцы снова играли в финале, но в отличие от трёх прошлых турниров уступили хозяевам первенства мира в 4 сетах. Впервые в XXI веке Бразилия не сумела выиграть чемпионат мира.

#### Чемпионы мира
2002: Андре, Андерсон, Густаво, Данте, Джоване, Жиба, Маурисио, Налберт, Рикардо, Родриган, Сержио, Энрике. Тренер — Бернардиньо.

2006: Андре, Андре Эллер, Андерсон, Густаво, Данте, Жиба, Марсело, Мурило, Рикардо, Родриган, Самуэль, Сержио. Тренер — Бернардиньо.

2010: Алан, Браво, Бруно Резенде, Висото, Данте, Жан Паоло, Жиба, Лукас, Марио, Марлон, Мурило, Родриган, Сидан, Тео. Тренер — Бернардиньо.

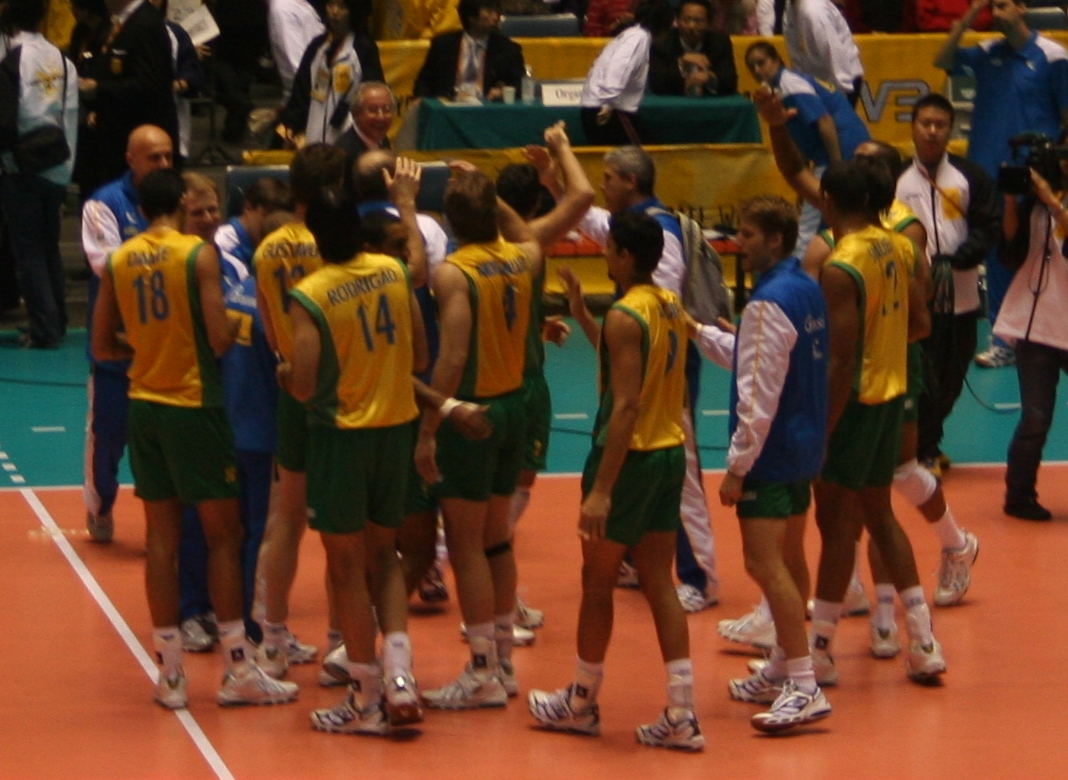
2 декабря 2006 года. Чемпионат мира. Токио. Сборная Бразилии после победы в полуфинале над командой Сербии и Черногории

#### Матчи
| Год   | И   | В   | П  | С/П     | М    |
| ----- | --- | --- | -- | ------- | ---- |
| 1956  | 11  | 10  | 1  | 31:6    | 11-е |
| 1960  | 10  | 5   | 5  | 21:17   | 5-е  |
| 1962  | 11  | 2   | 9  | 12:27   | 10-е |
| 1966  | 10  | 4   | 6  | 17:18   | 13-е |
| 1970  | 11  | 6   | 5  | 23:20   | 12-е |
| 1974  | 8   | 5   | 3  | 18:10   | 10-е |
| 1978  | 9   | 5   | 4  | 21:15   | 6-е  |
| 1982  | 9   | 6   | 3  | 19:10   | 2-е  |
| 1986  | 8   | 6   | 2  | 18:9    | 4-е  |
| 1990  | 6   | 4   | 2  | 14:8    | 4-е  |
| 1994  | 6   | 4   | 2  | 16:8    | 5-е  |
| 1998  | 12  | 10  | 2  | 33:9    | 4-е  |
| 2002  | 9   | 8   | 1  | 26:8    | 1-е  |
| 2006  | 11  | 10  | 1  | 31:6    | 1-е  |
| 2010  | 9   | 7   | 2  | 23:10   | 1-е  |
| 2014  | 13  | 11  | 2  | 36:12   | 2-е  |
| 2018  | 12  | 10  | 2  | 31:13   | 2-е  |
| Всего | 165 | 113 | 52 | 390:206 |      |

| 165 игр: 113 побед — 52 поражения | 165 игр: 113 побед — 52 поражения | 165 игр: 113 побед — 52 поражения | 165 игр: 113 побед — 52 поражения | 165 игр: 113 побед — 52 поражения | 165 игр: 113 побед — 52 поражения | 165 игр: 113 побед — 52 поражения | 165 игр: 113 побед — 52 поражения | 165 игр: 113 побед — 52 поражения | 165 игр: 113 побед — 52 поражения | 165 игр: 113 побед — 52 поражения | 165 игр: 113 побед — 52 поражения | 165 игр: 113 побед — 52 поражения | 165 игр: 113 побед — 52 поражения | 165 игр: 113 побед — 52 поражения | 165 игр: 113 побед — 52 поражения | 165 игр: 113 побед — 52 поражения |
| Соперник                          | И                                 | В                                 | П                                 | С/П                               |                                   | Соперник                          | И                                 | В                                 | П                                 | С/П                               |                                   | Соперник                          | И                                 | В                                 | П                                 | С/П                               |
| --------------------------------- | --------------------------------- | --------------------------------- | --------------------------------- | --------------------------------- | --------------------------------- | --------------------------------- | --------------------------------- | --------------------------------- | --------------------------------- | --------------------------------- | --------------------------------- | --------------------------------- | --------------------------------- | --------------------------------- | --------------------------------- | --------------------------------- |
| Австралия                         | 2                                 | 2                                 | 0                                 | 6:0                               | Италия                            | 10                                | 7                                 | 3                                 | 27:14                             | Сербия и Черногория               | 1                                 | 1                                 | 0                                 | 3:1                               |                                   |                                   |
| Австрия                           | 2                                 | 2                                 | 0                                 | 6:0                               | Канада                            | 3                                 | 3                                 | 0                                 | 9:1                               | Сербия                            | 1                                 | 1                                 | 0                                 | 3:0                               |                                   |                                   |
| Алжир                             | 1                                 | 1                                 | 0                                 | 3:0                               | КНДР                              | 1                                 | 0                                 | 1                                 | 1:3                               | Словения                          | 1                                 | 1                                 | 0                                 | 3:0                               |                                   |                                   |
| Аргентина                         | 2                                 | 2                                 | 0                                 | 6:3                               | Китай                             | 7                                 | 3                                 | 4                                 | 13:13                             | СССР                              | 6                                 | 0                                 | 6                                 | 2:18                              |                                   |                                   |
| Бельгия                           | 4                                 | 4                                 | 0                                 | 12:3                              | Куба                              | 11                                | 6                                 | 5                                 | 25:17                             | США                               | 8                                 | 3                                 | 5                                 | 16:15                             |                                   |                                   |
| Болгария                          | 13                                | 8                                 | 5                                 | 28:19                             | Ливия                             | 1                                 | 1                                 | 0                                 | 3:0                               | Тунис                             | 3                                 | 3                                 | 0                                 | 9:0                               |                                   |                                   |
| Венгрия                           | 4                                 | 1                                 | 3                                 | 5:11                              | Мексика                           | 1                                 | 0                                 | 1                                 | 0:3                               | Турция                            | 1                                 | 1                                 | 0                                 | 3:0                               |                                   |                                   |
| Венесуэла                         | 2                                 | 2                                 | 0                                 | 6:0                               | Монголия                          | 1                                 | 1                                 | 0                                 | 3:0                               | Уругвай                           | 1                                 | 1                                 | 0                                 | 3:0                               |                                   |                                   |
| ГДР                               | 2                                 | 2                                 | 0                                 | 6:2                               | Нидерланды                        | 6                                 | 4                                 | 2                                 | 15:8                              | Финляндия                         | 4                                 | 4                                 | 0                                 | 12:1                              |                                   |                                   |
| Германия                          | 4                                 | 4                                 | 0                                 | 12:0                              | Панама                            | 1                                 | 1                                 | 0                                 | 3:0                               | Франция                           | 9                                 | 8                                 | 1                                 | 25:9                              |                                   |                                   |
| Греция                            | 3                                 | 3                                 | 0                                 | 9:0                               | Польша                            | 10                                | 4                                 | 6                                 | 18:18                             | Чехия                             | 3                                 | 3                                 | 0                                 | 9:2                               |                                   |                                   |
| Египет                            | 3                                 | 3                                 | 0                                 | 9:0                               | Португалия                        | 1                                 | 1                                 | 0                                 | 3:0                               | Чехословакия                      | 7                                 | 2                                 | 5                                 | 12:15                             |                                   |                                   |
| Израиль                           | 1                                 | 1                                 | 0                                 | 3:0                               | Республика Корея                  | 4                                 | 4                                 | 0                                 | 12:2                              | Швеция                            | 1                                 | 1                                 | 0                                 | 3:2                               |                                   |                                   |
| Индия                             | 1                                 | 1                                 | 0                                 | 3:2                               | Россия                            | 5                                 | 5                                 | 0                                 | 15:5                              | Югославия                         | 3                                 | 2                                 | 1                                 | 6:5                               |                                   |                                   |
| Ирак                              | 1                                 | 1                                 | 0                                 | 3:0                               | Румыния                           | 2                                 | 0                                 | 2                                 | 1:6                               | Япония                            | 5                                 | 3                                 | 2                                 | 10:6                              |                                   |                                   |
| Испания                           | 2                                 | 2                                 | 0                                 | 6:2                               |                                   |                                   |                                   |                                   |                                   |                                   |                                   |                                   |                                   |                                   |                                   |                                   |

### Мировая лига
1-е место — 1993, 2001, 2003, 2004, 2005, 2006, 2007, 2009, 2010.

 2-е место — 1995, 2002, 2011, 2013, 2014, 2016, 2017.

 3-е место — 1990, 1994, 1999, 2000.

4-е место — 2008.

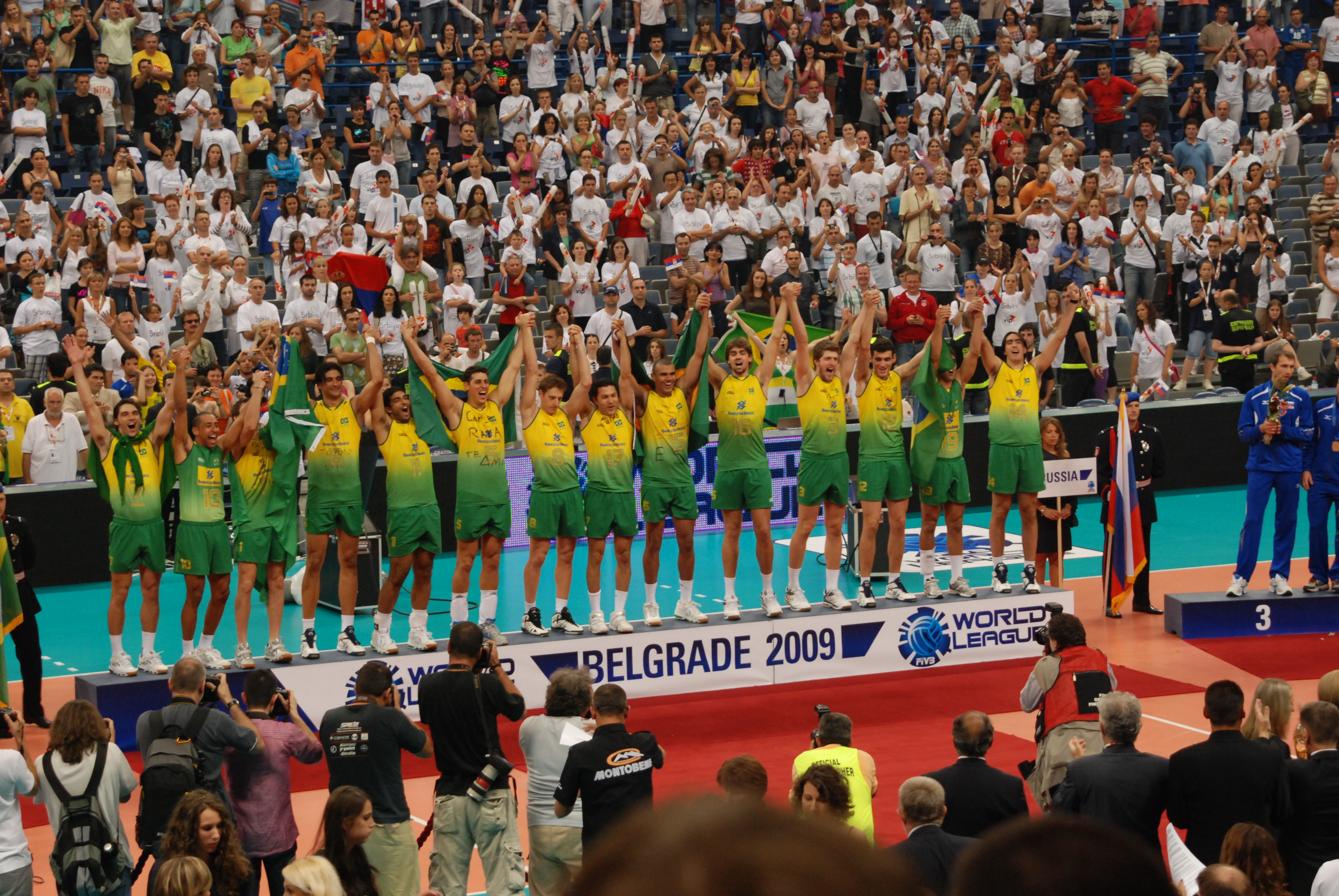
26 июля 2009 года. Мировая лига. Белград. Сборная Бразилии победно начинает новый олимпийский цикл. Слева направо: Жиба, Сержио, Бруно, Браво, Тьяго, Сидан, Мурило, Марлон, Ривалдо, Лукас, Эдер, Жан Паоло, Марио, Родриган

5-е место — 1991, 1992, 1996, 1997, 1998, 2015.

6-е место — 2012.
Сборная Бразилии девять раз становилась победителем Мировой лиги, что является рекордом этого турнира.
Четырежды бразильцы были хозяевами финальных турниров, проходивших при неизменных аншлагах. Но победным для «Селесао» оказался только один из этих финалов, сыгранный в 1993 году в Сан-Паулу — в решающем матче бразильцы всухую обыграли сборную России. Спустя 9 лет эти же сборные вновь встретились в финале, проходившем в Белу-Оризонти. Матч завершился сенсацией — в кипящем котле «Минериньо» россияне в четырёх партиях сломили сопротивление хозяев, поддерживаемых двадцатью с лишним тысячами зрителей. Как оказалось, именно после этого матча начнётся беспроигрышная серия сборной Бразилии в финалах крупных международных турниров, прерванная только в 2008-м — и вновь на домашней Мировой лиге. 26 июля в рио-де-жанейрском «Мараканзиньо» бразильцы проиграли в полуфинальном матче сборной США в трёх сетах.
Феноменальный бразильский «сериал» мог завершиться и раньше. В 2003-м, когда в Мадриде бразильцы вырвали победу у сборной Сербии и Черногории в пятисетовом триллере, причём тай-брейк завершился с весьма красноречивым счётом — 31:29. Или в 2006-м в Москве, когда подопечные Бернардиньо дали фору в две партии великолепно проявившей себя на том турнире сборной Франции, но всё же смогли отыграться. Или в 2007-м в Катовицах, где бразильцы, как и годом ранее, начали финальный турнир с неожиданного поражения от сборной Болгарии и при определённых раскладах могли не попасть в плей-офф.
С 22 июня 2003 года по 4 июня 2005 года сборная Бразилии выиграла в рамках Мировой лиги 26 игр подряд — это абсолютный рекорд турнира (серия неожиданно прервалась 5 июня 2005 года в игре против португальцев — 0:3).
| 1-е место — 2021. · 4-е место — 2018, 2019. 6-е место — 2022 7-е место — 1990. · 8-е место — 1986. 1-е место — 2003, 2007, 2019. · 3-е место — 1981, 1995, 2011. · 4-е место — 1985. · 5-е место — 1989, 1999. · 6-е место — 1969, 1991. · 8-е место — 1977. · Не участвовала — 1965, 2015. 1-е место — 1997, 2005, 2009, 2013, 2017. · 2-е место — 1993, 2001. · | 1-е место — 1951, 1956, 1958, 1961, 1962, 1967, 1969, 1971, 1973, 1975, 1977, 1979, 1981, 1983, 1985, 1987, 1989, 1991, 1993, 1995, 1997, 1999, 2001, 2003, 2005, 2007, 2009, 2011, 2013, 2015, 2017, 2019, 2021. · 2-е место — 2023. · Не участвовала — 1964. 1-е место — 1963, 1983, 2007, 2011. · 2-е место — 1959, 1967, 1975, 1979, 1991, 1999, 2015. · 3-е место — 1955, 1971, 1987, 2003, 2019. · 7-е место — 1995. 1-е место — 1998, 1999, 2001. · 2-е место — 2000, 2005, 2007, 2008. · |

## Текущий состав
Состав сборной Бразилии на чемпионате мира-2018
| 2                                                                        | Исак           | 13 декабря 1990 (34 года) | 208 | «Сада Крузейро» (Белу-Оризонти) |
| 3                                                                        | Эдер           | 19 октября 1983 (41 год)  | 204 | СеСИ (Сан-Паулу)                |
| 13                                                                       | Маурисио Соуза | 29 сентября 1988 (36 лет) | 209 | «Сеск» (Рио-де-Жанейро)         |
| 16                                                                       | Лукас          | 6 марта 1986 (39 лет)     | 209 | ФУнВиК (Таубате)                |
| Связующие                                                                |                |                           |     |                                 |
| 1                                                                        | Бруно          | 2 июля 1986 (39 лет)      | 190 | «Лубе» (Чивитанова-Марке)       |
| 7                                                                        | Уильям         | 31 июля 1979 (45 лет)     | 185 | СеСИ (Сан-Паулу)                |
| Диагональные                                                             |                |                           |     |                                 |
| 8                                                                        | Уоллес         | 26 июня 1987 (38 лет)     | 198 | «Сеск» (Рио-де-Жанейро)         |
| 17                                                                       | Эвандро        | 27 декабря 1981 (43 года) | 207 | «Сада Крузейро» (Белу-Оризонти) |
| Доигровщики                                                              |                |                           |     |                                 |
| 5                                                                        | Лукас Ло       | 18 января 1991 (34 года)  | 195 | СеСИ (Сан-Паулу)                |
| 12                                                                       | Липе           | 19 июня 1984 (41 год)     | 198 | СеСИ (Сан-Паулу)                |
| 14                                                                       | Дуглас         | 20 августа 1995 (29 лет)  | 199 | ФУнВиК (Таубате)                |
| 15                                                                       | Каду           | 8 августа 1994 (30 лет)   | 199 | «Каллипо» (Вибо-Валентия)       |
| Либеро                                                                   |                |                           |     |                                 |
| 17                                                                       | Талес          | 26 апреля 1989 (36 лет)   | 189 | ФУнВиК (Таубате)                |
| 22                                                                       | Майке          | 16 июля 1997 (28 лет)     | 182 | «Минас» (Белу-Оризонти)         |
| Главный тренер — Ренан Дал Зотто, ассистент тренера — Марсело Фронковяк. |                |                           |     |                                 |